# Parallelwertung in der Laiensphäre
Als Parallelwertung in der Laiensphäre wird eine Rechtsfigur der deutschen Strafrechtsdogmatik bezeichnet, die zur Beurteilung subjektiver Tatbestandsmerkmale bei normativen Rechtsbegriffen entwickelt wurde. Ihren Hauptanwendungsbereich hat sie bei der Beurteilung des Vorsatzes. Sie wird analog jedoch auch auf Rechtfertigungs- und Entschuldigungstatbestände angewandt.
Die Lehre von der Parallelwertung in der Laiensphäre wurde von der Rechtsprechung entwickelt, weil eine Bestrafung wegen vorsätzlicher Handlung i. S. d. § 15 StGB wie sich aus § 16 StGB ergibt, ausgeschlossen ist, wenn der Täter einen Umstand des gesetzlichen Tatbestands nicht kennt (sogenannter Tatbestandsirrtum). Handelt es sich bei diesen Umständen des gesetzlichen Tatbestands um Rechtsverhältnisse oder rechtlich begründete Institutionen, schwächt die Lehre die Anforderungen an das Wissen des Täters ab. Er muss sie nur ungefähr verstanden haben, weil eine genaue juristische Bestimmung dieser Tatumstände und ihrer Grenzen von einem Laien nicht erwartet werden kann.
Beispielsweise ist eine Verurteilung wegen Diebstahls gemäß § 15 i. V. m. § 16 StGB ausgeschlossen, wenn der Täter nicht weiß, dass die gestohlene Sache eine „fremde“ ist. Die Fremdheit der Sache bestimmt sich dabei nach den Vorschriften des Sachenrechts, wonach die Sache weder im Alleineigentum des Täters stehen, noch herrenlos sein darf. Nach der Lehre von der Parallelwertung in der Laiensphäre muss der Täter die eigentumsrechtlichen Verhältnisse an der von ihm gestohlenen Sache jedoch nicht genau kennen. Für eine Verurteilung genügt vielmehr, wenn er erkannt hat, dass sie einem anderen gehört.